# Clossiana annae
Clossiana annae är en fjärilsart som beskrevs av Suschkin 1906. Clossiana annae ingår i släktet Clossiana och familjen praktfjärilar. Inga underarter finns listade i Catalogue of Life.